# Petar Jelaska
Petar Jelaska (Split, 1926. – Split, 21. kolovoza 2015.) bio je hrvatski kazališni, televizijski i filmski glumac i pjevač.

## Životopis
Rođen je u Radunici, u obitelji s petero braće i sestara. Završio je gimnaziju i glazbenu školu, a pohađao je i satove pjevanja. Bio je u partizanima nakon čega se zaposlio u mornarici iz koje je otišao 1950. godine. Godine 1951. na audiciji Opere HNK Split izabran je za solistu, da bi poslije postao solist u opereti.

## Filmografija

### Filmske uloge
- "Posljednji vitezovi" (1963.)
- "Pulitika šjore Bete" (1969.)
- "Burza rada" kao Šime (1969.)
- "Giovanni" kao Grgov pratilac (1976.)
- "Pakleni otok" kao Jure (1979.)
- "Servantes iz Malog Mista" kao šahist i igrač balota (1982.)
- "Tajna starog tavana" kao Toma (1984.)
- "Život sa stricem" kao guslar (1988.)
- "Buža" (1988.)
- "Karneval, anđeo i prah" (1990.)
- "Kanjon opasnih igara" kao Lovre (1998.)
- "Posljednja volja" kao bonvivan (2001.)

### Televizijske uloge
- "Naše malo misto" kao Stipe Parola (1970. – 1971.)
- "Ča smo na ovon svitu" kao Mate (1973.)
- "Čovik i po" kao Pavao (1974.)
- "Zagrljaj" (1988.)
- "Neuništivi" kao Stipe Parola (1990.)

## Vanjske poveznice
- Petar Jelaska u internetskoj bazi filmova IMDb-u (engl.)